# Trentepohlia alboposticata
Trentepohlia alboposticata är en tvåvingeart som beskrevs av Alexander 1960. Trentepohlia alboposticata ingår i släktet Trentepohlia och familjen småharkrankar. Inga underarter finns listade i Catalogue of Life.